# Piknik (album)
Piknik – jedyny album krakowskiej formacji jazz-rockowo-funkowej Piknik (1978–1980). Nagrania zespołu odnalazł po 45 latach w archiwum Polskiego Radia Lublin, redaktor tej rozgłośni – Dariusz Turecki. Krążek miał swoją premierę 16 maja 2025 roku i ukazał się w formie longplaya – czego Piknik nie doczekał w latach swojej krótkotrwałej działalności. Album wytłoczono na niebieskim winylu i wydano w limitowanym, numerowanym nakładzie 500 egzemplarzy. Jest on także dostępny do odsłuchu w serwisach streamingowych. Zapowiedź i zarazem promocja płyty grupy Piknik na kilka dni przed jej oficjalną, medialną premierą; odbyła się 8 maja 2025 roku podczas wernisażu wystawy Kingi Hendzel Black and white jazz. Jest to pierwsza płyta winylowa wydana nakładem Polskiego Radia Lublin.

## Lista utworów[2]
Strona A
1. „Ballada starego dziadka” – 4:12
2. „Kołysanka” – 5:37
3. „Noc poślubna” – 6:13

Strona B
1. „Wejście” – 5:16
2. „Godzina szczytu” – 5:39
3. „Dyskownia” – 3:52

- Muzyka: Krzysztof i Ryszard Olesińscy.
- Nagrano zrealizowano w studiu Radia Lublin w 1980 roku.

## Skład zespołu[2]
- Ryszard Olesiński – gitara solowa
- Krzysztof Olesiński – gitara basowa
- Andrzej Mrowiec – perkusja
- Wacław Smoliński – trąbka
- Paweł Dallach – saksofony

## Personel[1]
- Marek Chołdzyński – realizacja i mix nagrań
- Piotr Bańka – mastering (2025)
- Tomasz Jankowski, Dariusz Turecki – redakcja
- Jan Lipiński – projekt graficzny
- Kinga Hendzel – zdjęcie na okładce
- Mirosław Kasprzak – produkcja